# Fußball-Weltmeisterschaft 1990/Südkorea
Dieser Artikel behandelt die südkoreanische Fußballnationalmannschaft bei der Fußball-Weltmeisterschaft 1990.

## Qualifikation

### Erste Runde
| Südkorea | - | Singapur | 3:0 |
| Südkorea | - | Nepal    | 9:0 |
| Südkorea | - | Malaysia | 3:0 |
| Nepal    | - | Südkorea | 0:4 |
| Malaysia | - | Südkorea | 0:3 |
| Singapur | - | Südkorea | 0:3 |

### Finalrunde
| Südkorea                     | - | Katar         | 0:0 |
| Südkorea                     | - | Nordkorea     | 1:0 |
| Südkorea                     | - | China         | 1:0 |
| Südkorea                     | - | Saudi-Arabien | 2:0 |
| Vereinigte Arabische Emirate | - | Südkorea      | 1:1 |

## Südkoreanisches Aufgebot
| Nummer     | Name            | Damaliger Verein  | Geburtstag | Länderspiele |
| Torhüter   | Torhüter        | Torhüter          | Torhüter   | Torhüter     |
| ---------- | --------------- | ----------------- | ---------- | ------------ |
| 1          | Kim Poong-joo   | Daewoo Royals     | 01.10.1961 |              |
| 19         | Jeong Gi-dong   | Posco Atoms       | 13.05.1961 |              |
| 21         | Choi In-young   | Hyundai Horang-i  | 05.03.1962 |              |
| Abwehr     |                 |                   |            |              |
| 2          | Park Kyung-hoon | Posco Atoms       | 19.01.1961 |              |
| 3          | Choi Kang-hee   | Hyundai Horang-i  | 12.04.1959 |              |
| 4          | Yoon Deok-yeo   | Hyundai Horang-i  | 25.03.1961 |              |
| 5          | Chung Yong-hwan | Daewoo Royals     | 10.02.1960 |              |
| 7          | Noh Soo-jin     | Yukong Elephants  | 10.02.1962 |              |
| 13         | Chung Jong-soo  | Yukong Elephants  | 27.03.1961 |              |
| 15         | Cho Min-kook    | Lucky Gold Star   | 05.07.1963 |              |
| 17         | Gu Sang-bum     | Lucky Gold Star   | 15.06.1964 |              |
| 20         | Hong Myung-bo   | Korea University  | 12.02.1969 |              |
| Mittelfeld |                 |                   |            |              |
| 6          | Lee Tae-ho      | Daewoo Royals     | 29.01.1961 |              |
| 8          | Chung Hae-won   | Daewoo Royals     | 01.07.1959 |              |
| 10         | Lee Sang-yoon   | Ilhwa Chunma      | 10.04.1969 |              |
| 12         | Lee Heung-sil   | Posco Atoms       | 10.07.1961 |              |
| 14         | Choi Soon-ho    | Lucky Gold Star   | 10.01.1962 |              |
| 16         | Kim Joo-sung    | Daewoo Royals     | 17.01.1966 |              |
| 22         | Lee Young-jin   | Lucky Gold Star   | 27.10.1963 |              |
| Angriff    |                 |                   |            |              |
| 9          | Hwangbo Kwan    | Yukong Elephants  | 01.03.1965 |              |
| 11         | Byun Byung-joo  | Hyundai Horang-i  | 26.04.1961 |              |
| 18         | Hwang Sun-hong  | Konkuk University | 14.07.1968 |              |
| Trainer    |                 |                   |            |              |
|            | Lee Hoe-taik    |                   | 11.10.1946 |              |

## Spiele der südkoreanischen Mannschaft

### Vorrunde
- Belgien –  Südkorea 2:0 (0:0)

Stadion: Stadio Marcantonio Bentegodi (Verona)
Zuschauer: 32.790
Schiedsrichter: Mauro (USA)
Tore: 1:0 Degryse (53.), 2:0 De Wolf (64.)
- Spanien –  Südkorea 3:1 (1:1)

Stadion: Stadio Friuli (Udine)
Zuschauer: 32.733
Schiedsrichter: Jácome Guerrero (Ecuador)
Tore: 1:0 Míchel (22.), 1:1 Hwangbo (42.), 2:1 Míchel (61.), 3:1 Míchel (81.)
- Südkorea –  Uruguay 0:1 (0:0)

Stadion: Stadio Friuli (Udine)
Zuschauer: 29.039
Schiedsrichter: Lanese (Italien)
Tore: 0:1 Fonseca (90.)
Spanien und der WM-Vierte von 1986, Belgien, dominierten die Gruppe E vor Uruguay und Südkorea. Spanien quälte sich im ersten Spiel gegen die „Urus“ noch mit einem torlosen Remis, konnte dann aber Südkorea (3:1) und in einem fesselnden Spiel die Belgier mit 2:1 überwinden, was zum Gruppensieg führte. Die Belgier distanzierten mit ihrem herausragenden Regisseur Enzo Scifo Südkorea (2:0) und Uruguay (3:1) eindeutig, zeigten aber trotz großer Spielkunst Schwächen im Abschluss. Für die Südamerikaner blieb nur der dürftige 1:0-Erfolg gegen die Asiaten als Wiedergutmachung, der knapp für den Achtelfinaleinzug des Ex-Weltmeisters ausreichte.